# ایگل اتومبیل
ایگل اتومبیل (انگلیسی: Eagle Automobile) شرکت خودروسازی آمریکایی بود، که در سال ۱۹۸۸ تأسیس و در سال ۱۹۹۹ منحل شد. 